# Gertrud Schüpbach
Gertrud »Trudi« Schüpbach, švicarsko-ameriška biologinja in akademikinja, * 3. februar 1950, Zürich, Švica.
Je profesorica molekularne biologije na Univerzi Princeton, kjer preučuje molekularne in genetske mehanizme razvoja jajčec pri vinski mušici Drosophila melanogaster.
Leta 2005 je postala članica Nacionalne akademije znanosti ZDA. Poročena je z nobelovcem Ericom Wieschausom.